# Quinto Pompônio Marcelo
Quinto Pompônio Rufo Marcelo (em latim: Quintus Pomponius Rufus Marcellus) foi um senador romano nomeado cônsul sufecto para o nundínio de maio a junho de 121 com Marco Herênio Fausto. Provavelmente oriundo da Hispânia Tarraconense, Marcelo provavelmente era filho de Caio Pompônio Rufo, cônsul sufecto em 98. Entre 136 e 137, Marcelo serviu como procônsul da Ásia. Além disso, sabe-se apenas que ele serviu entre os sodais de Tito.